# Aguts
Aguts (okzitanisch gleichlautend) ist eine französische Gemeinde mit 237 Einwohnern (Stand: 1. Januar 2022) im Département Tarn in der Region Okzitanien (zuvor Midi-Pyrénées). Sie gehört zum Arrondissement Castres und zum Kanton Lavaur Cocagne (zuvor Kanton Cuq-Toulza). Die Einwohner werden Agussiens bzw. Agutiens genannt.

## Geographie
Aguts liegt etwa 26 Kilometer westsüdwestlich von Castres im nördlichen Lauragais am Sor, der die Gemeinde im Osten begrenzt. Umgeben wird Aguts von den Nachbargemeinden Cuq-Toulza im Norden und Nordwesten, Péchaudier im Osten und Nordosten, Montgey im Süden, Puéchoursi im Südwesten sowie Mouzens im Westen.

## Bevölkerung
| Jahr                      | 1962 | 1968 | 1975 | 1982 | 1990 | 1999 | 2006 | 2013 |
| Einwohner                 | 246  | 217  | 177  | 193  | 164  | 187  | 214  | 224  |
| Quelle: Cassini und INSEE |      |      |      |      |      |      |      |      |